# مكورات

أشكال ترتيب المكورات.

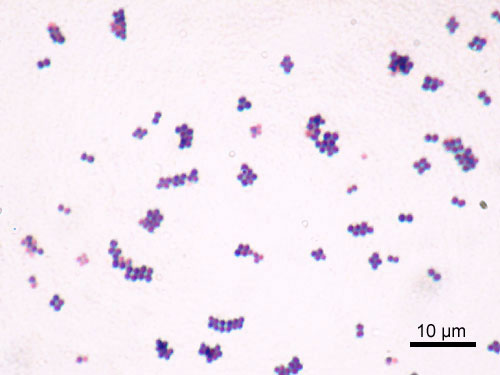
العنقوديات الذهبية.

المُكَوَّرات (المفرد: مُكَوَّرة) هي أحد أشكال البكتيريا كروية الشكل، تختلف عن البكتيريا العصوية (على شكل عصيّة) و البكتيريا الحلزونية.

## ترتيب
كل بكتيريا كروية هي كائن حي كامل له القدرة على تكوين مجموعات  بحيث يترتب في أنماط مختلفة، هذه الأنماط هي:
- مكورة مزدوجة : مرتبة من زوجين من الخلايا الكروية.
- العقديات : مكورات مرتبة على شكل سلسلة.
- الرزمية : مكورات مرتبة على شكل مكعب.
- الرباعيات: مكورات مرتبة على مربع.
- العنقوديات: مكورات مرتبة في عناقيد.